# 145566 Andreasphilipp
145566 Andreasphilipp este un asteroid din centura principală.

## Descoperirea asteroidului
Asteroidul a fost descoperit la 25 iulie 2006, de astronoma amatoare franceză Claudine Rinner, la Ottmarsheim, în Alsacia (Franța).

## Caracteristici
Asteroidul 145566 Andreasphilipp prezintă o orbită caracterizată de o semiaxă majoră egală cu 2,6984807 u.a. și de o excentricitate de 0,1736379, înclinată cu 10,96964°, în raport cu ecliptica.

## Denumirea asteroidului
Asteroidul a primit numele în onoarea lui Andreas Philipp (n. 1965), un foarte activ astronom amator german.